# China (álbum de Vangelis)
China (estilizado "中國" en la portada) es el noveno álbum conceptual de Vangelis, publicado en 1979 por Polydor Records. Fue grabado durante 1978 en los Nemo Studios de Londres propiedad del artista.
John Bush, en su crítica para AllMusic, lo califica como un álbum "que emplea texturas sintetizadas y majestuosos ritmos para evocar la majestuosidad de China de un modo similar al empleado en otro tipo de trabajos "geográficos" como Antarctica".

## Producción
En 1979 Vangelis firmó un contrato discográfico con Polydor Records siendo China la primera de las referencias publicadas en el nuevo sello. Estilísticamente se puede emparentar con Spiral (1977) pues ambos están inspirados en las culturas orientales. Sin embargo China es un trabajo más delicado en el que tienen mayor peso los pasajes ambientales y contemplativos. Esto no va en demérito del estilo que no deja de aventurar cambios temáticos. Este álbum representa un cambio estilístico en la discografía del músico que lo va a acercar a un público más amplio. En este se conjugan los atrevimientos sonoros de los trabajos realizados con RCA y los momentos melodiosos que alcanzarán su expresión máxima con Opera Sauvage y Chariots of Fire. 
El disco asemeja un viaje que inicia con bríos de aventura con «Chung Kuo», para alcanzar su punto más alto con «Himalaya», hasta llegar a un estado de calma con la pieza final. Otros momentos que destacan se encuentran en «Tao of Love» y «The Dragon».

## Lista de temas
| N.º | Título             | Duración |  |
| 1.  | «Chung Kuo»        | 5:31     |  |
| 2.  | «The Long March»   | 2:01     |  |
| 3.  | «The Dragon»       | 4:13     |  |
| 4.  | «The Plum Blossom» | 2:36     |  |
| 5.  | «The Tao of Love»  | 2:44     |  |
| 6.  | «The Little Fete»  | 3:01     |  |
| 7.  | «Yin & Yang»       | 5:48     |  |
| 8.  | «Himalaya»         | 10:53    |  |
| 9.  | «Summit»           | 4:30     |  |